# عوزي ناركيس
عوزي ناركيس (بالعبرية: עוזי נרקיס ) ولد في 6 يناير 1925 وتوفي في 17 ديسمبر 1997 هو جنرال من إسرائيل وقائد وحدات قوات الدفاع الإسرائيلية في المنطقة الوسطى خلال حرب 1967. رفعت صورته في القدس بعد احتلال المدينة إلى جانب موشي دايان واسحق رابين بعد وقت قصير من الاستيلاء على المدينة.
ولد عوزي في القدس لأبوين يهوديين من بولندا، ودرس في المدرسة الثانوية في رحافيا وانضم إلى البلماح وله من العمر ستة عشر عامًا فقط، وقد كان متورطًا في عمليات ضد الهاغانا خلال الانتداب البريطاني على فلسطين.